# Mass Effect: Andromeda
Mass Effect: Andromeda é um videojogo de role-playing de ação de tiro em terceira pessoa, produzido pela BioWare Montréal e publicado pela Electronic Arts para Xbox One, Xbox One X, Windows 10 PC e PlayStation 4. É o quarto titulo principal da série Mass Effect.
Andromeda foi oficialmente anunciado a 15 de Junho de 2015 durante a conferencia de imprensa da Electronic Arts na E3.
De acordo com o produtor, Mass Effect: Andromeda decorre num lugar muito distante e muito tempo depois dos eventos da trilogia original com “novos mundos excitantes para descobrir, grandes personagens e acção intensa [...] Irás explorar uma nova galáxia, Andrómeda".

## Jogabilidade
Em Mass Effect: Andromeda os jogadores podem escolher ser uma personagem humana feminina ou masculina para além de puderem pilotar o novo Mako.

## Sinopse
Mass Effect: Andromeda acontece em paralelo a Mass Effect 3, a centenas de Anos-luz da Terra com “novos mundos excitantes para descobrir, grandes personagens e ação intensa [...]Você Irá explorar uma nova galáxia, Andrómeda, em busca de novas civilizações, lugares para colonização humana, e pilotar o novo e melhorado Mako [...] Você vai ter  uma nova equipe de aventureiros com quem vai trabalhar, aprender, lutar e apaixonar-te.”

## Desenvolvimento
Andromeda foi pela primeira vez referenciado em Novembro de 2012 com tweets pelo ex-produtor da BioWare, Casey Hudson. No mesmo mês, a BioWare anunciou que estavam a trabalhar num novo projecto Mass Effect e que iriam usar o motor da EA DICE, o Frostbite 3, tal como em Dragon Age: Inquisition. Em Março de 2013, Hudson revelou na PAX East que a empresa já estava a trabalhar no próximo capitulo da série. O jogo foi oficialmente anunciado em como estava em produção durante a E3 2014. De acordo com Chris Priestly, a BioWare não quer que as pessoas se refiram ao jogo como Mass Effect 4:
Quem chamar ao próximo jogo Mass Effect 4 ou 'ME4' está a fazer um mau serviço e a criar confusão. Já dissemos que a trilogia Commander Shepard acabou e que ele não fará parte do próximo jogo. É o único detalhe que tenho do jogo [...] Eu não chamo ao jogo ME4 quando falo sobre ele, [porque] faz as pessoas pensar sobre "o que aconteceu depois de Mass Effect 3" em vez de "que jogo virá agora dentro do universo Mass Effect". Obviamente que os fãs irão especular, até nós revelarmos os detalhes nos próximos anos ou meses, visto que agora não temos detalhes nenhuns, apenas não entrem na ideia 'como é que eles irão continuar ME3.'— Chris Priestly
Esta afirmação foi ainda reforçada por Yanick Roy, chefe da BioWare, dando enfase que a trilogia tinha acabado e que estavam a trabalhar numa nova história para o universo Mass Effect. Na E3 2014, foi mostrado muito brevemente o próximo capitulo Mass Effect, com filmagens conceptuais e alguma informação. Em Janeiro de 2015, foi dito que estavam 200 pessoas a trabalhar no próximo jogo e que seria lançado em 2016. Foi sugerido que o titulo não seria Mass Effect 4 e que o Mako, um veiculo usado no primeiro Mass Effect, estaria de regresso para o quarto jogo. Também foi confirmado que haverá uma componente multijogador.
Mass Effect: Andromeda foi revelado com um vídeo em Junho de 2015, durante a conferencia de imprensa da EA na E3 2015. O jogo está a ser produzido com o motor Frostbite 3 da DICE para Microsoft Windows, PlayStation 4 e Xbox One, e tem lançamento previsto para o inicio de 2017. A BioWare também referiu que quer combinar as melhores partes de um jogo Mass Effect: novos mundos excitantes para descobrir, grandes personagens e acção intensa, enquanto que ao mesmo tempo, expandir aquilo que os jogadores esperam de um jogo Mass Effect.